# Kōmei
Kōmei (孝明天皇?, Kōmei-tennō; Kyoto, 22 luglio 1831 – Kyoto, 30 gennaio 1867) è stato il 121º imperatore del Giappone, regnando dal 10 marzo 1846 fino al giorno della sua scomparsa.
Il suo nome personale era Osahito (統仁?) ed il suo titolo fu quello di Hiro-no-miya (煕宮?).

## Genealogia
L'imperatore Kōmei fu il quarto figlio dell'Imperatore Ayahito. Prese come consorte imperiale Kujō Asako (九条夙子?), più tardi detta Eishō Kōtaigō (英照皇太后?). Il successivo imperatore, Imperatore Mutsuhito, fu il suo secondogenito avuto dalla concubina Nakayama Yoshiko (中山慶子). Kōmei ebbe in tutto sei figli, quattro femmine e due maschi, dei quali sopravvisse oltre i quattro anni d'età solo il futuro imperatore.

## Vita
Fu deciso che la sorella minore di Kōmei, Kazu-no-Miya Chikako (和宮親子内親王), andasse in sposa allo shōgun Tokugawa Iemochi in accordo al movimento Kōbugattai (公武合体?), che mirava ad aumentare i legami di sangue tra la casa imperiale e il bakufu Tokugawa, ma la manovra fu impedita dalla prematura morte di Iemochi. Kōmei non fu mai particolarmente interessato alle culture estranee al Giappone; fu sempre personalmente ostile ai cambiamenti in atto in Giappone a quell'epoca e, nonostante la politica del Bakufu, fu estremamente contrario all'apertura giapponese all'occidente; lungo tutto il suo regno non conobbe né mai volle conoscere alcuno straniero.
In linea generale, dal punto di vista politico, aderì sempre ai forti sentimenti xenofobi diffusi all'epoca. La sua azione politica antioccidentale culminò nel 1863 con un ordine di espulsione degli stranieri dal territorio giapponese. Sebbene lo shogunato si guardasse bene dall'applicare tale ordine, la notizia del decreto diede luogo ad attacchi contro gli stranieri all'epoca presenti in Giappone: un noto incidente è quello in cui rimase coinvolto ed ucciso il commerciante inglese Charles Lennox Richardson, per il quale il Bakufu dovette risarcire una cospicua indennità.
Nel gennaio del 1867 Kōmei si ammalò di vaiolo; la notizia fece scalpore in quanto l'imperatore non soffrì mai di alcuna malattia. Sempre nello stesso mese una violenta crisi lo colpì e lo condusse alla morte all'età di trentacinque anni. Fonti non verificate riportano che fu avvelenato. La sua tomba si trova nel tempio di Sennyuji a Higashiyama presso Kyōto nel Nochi no Tsukinowa no Higashiyama no misasagi 後月輪東山陵.

## Nome
L'imperatore Kōmei fu l'ultimo regnante del Giappone a cui venne dato un nome rituale postumo scelto dopo la morte. A cominciare dal regno dell'imperatore Meiji, infatti, i nomi postumi vennero scelti prima della morte del sovrano.

## Ere di regno
Kōmei fu anche l'ultimo imperatore sotto il quale vi furono più ere di regno (gengo (元号?, gengō)) con nomi diversi; a cominciare dal regno di Meiji, suo successore, il nome di ciascuna era veniva identificata con la durata del regno di ogni singolo imperatore e chiamata con il nome postumo rituale di questo.
Questi i nomi delle ere succedutesi sotto il regno di Kōmei:
- Kōka (弘化), 2 dicembre 1844 - 28 febbraio 1848
- Kaei (嘉永), 28 febbraio 1848 - 27 novembre 1854
- Ansei (安政), 27 novembre 1854 - 18 marzo 1860
- Man'en (万延), 18 marzo 1860 - 19 febbraio 1861
- Bunkyū (文久), 19 febbraio 1861 - 20 febbraio 1864
- Genji (元治), 20 febbraio 1864 - 7 aprile 1865
- Keiō (慶応), 7 aprile 1865 - 8 settembre 1868